# Вільям Джордж Горнер
Ві́льям Джо́рдж Го́рнер (англ. William George Horner) (1786, Бристоль — 22 вересня 1837) — англійський математик і винахідник.

## Біографія
Вильям Джордж Горнер народився в 1786 році в місті Бристоль в Англії. Здобув освіту в Кінгствудській школі Бристоля. У віці 14 років він став помічником директора в Кінгствудській школі й директором 4 роки по тому. Він поїхав з Бристоля и заснував свою власну школу в 1809 році в Баті.
Горнер помер 22 вересня 1837 року. Після смерті Горнера його син, якого теж звали Вільям, продовжив управління школою в Баті.

## Наукова діяльність
Основні праці з алгебри. У 1819 р. опублікував спосіб наближеного обчислення дійсних коренів многочлена, який називається тепер способом Руффіні-Горнера (цей спосіб був відомий китайцям ще в XIII ст.) Робота була надрукована у Філософських роботах Королівського наукового товариства.
В XIX — на початку XX століття метод Горнера займав значне місце в англійських и американських підручниках з алгебри. Де Морган показав широкі можливості методу Горнера в своїх роботах.
Ім'ям Горнера названа схема розподілу многочлена на двочлен X—A.